# Бекерс, Мартыньш Екабович
Мартыньш Екабович Бекерс (латыш. Mārtiņš Beķers; 31 августа 1928, Ляудонская волость Мадонского края, Латвия — 26 июня 2014) — советский и латвийский биотехнолог и микробиолог, академик АН Латвийской ССР (1978—91), офицер Ордена Трёх звёзд (2003).

## Биография
Родился 31 августа 1928 года в крестьянской семье в Ляудонской волости Мадонского края Латвии. В конце 1940-х годов поступил в Латвийскую сельскохозяйственную академию, которую окончил в 1953 году. С 1953 по 1962 год работал в системе пищевой промышленности Латвийской ССР. 
С 1962 по 1993 год в Институте микробиологии АН Латвийской ССР: старший научный сотрудник, руководитель лаборатории промышленной микробиологии, зам. директора.
В 1993-1997 гг. директор Института микробиологии и биотехнологии Латвийского университета, затем профессор там же.
В 1972-1995 гг. профессор кафедры химической технологии Рижского политехнического института.
Член-корреспондент (1973), академик (1978) АН Латвийской ССР. Лауреат Государственной премии Латвийской ССР 1965 и 1980 гг.
С 1995 по 2005 год — первый председатель Латвийского государственного совета заслуженных деятелей науки.
С 2000 г. эмеритированный профессор.
Умер 26 июня 2014 года.

## Научные работы
Основные научные работы посвящены биосинтезу биологически активных веществ.

## Сочинения
- Бекер М. Е. Аминокислоты микробного синтеза.— Рига.: Зинатне, 1968.— 132 с.: ил
- Бекер М. Е. Введение в биотехнологию, 1978.